# ماركوس باربوسا أوليفيرا
ماركوس باربوسا أوليفيرا (بالبرتغالية: Sebastião Marcos Barbosa Oliveira‏) (21 يونيو 1976 في البرازيل - ) هو لاعب كرة قدم برازيلي في مركز حراسة المرمى. لعب مع سبورتينغ براغا ونادي بارانا ونادي ماريتيمو وAC Renate ‏ ونادي فييرينسي.

## وصلات خارجية
- ماركوس باربوسا أوليفيرا على موقع Soccerway.com (الإنجليزية)